# Adulteración de leche para bebés en 2008

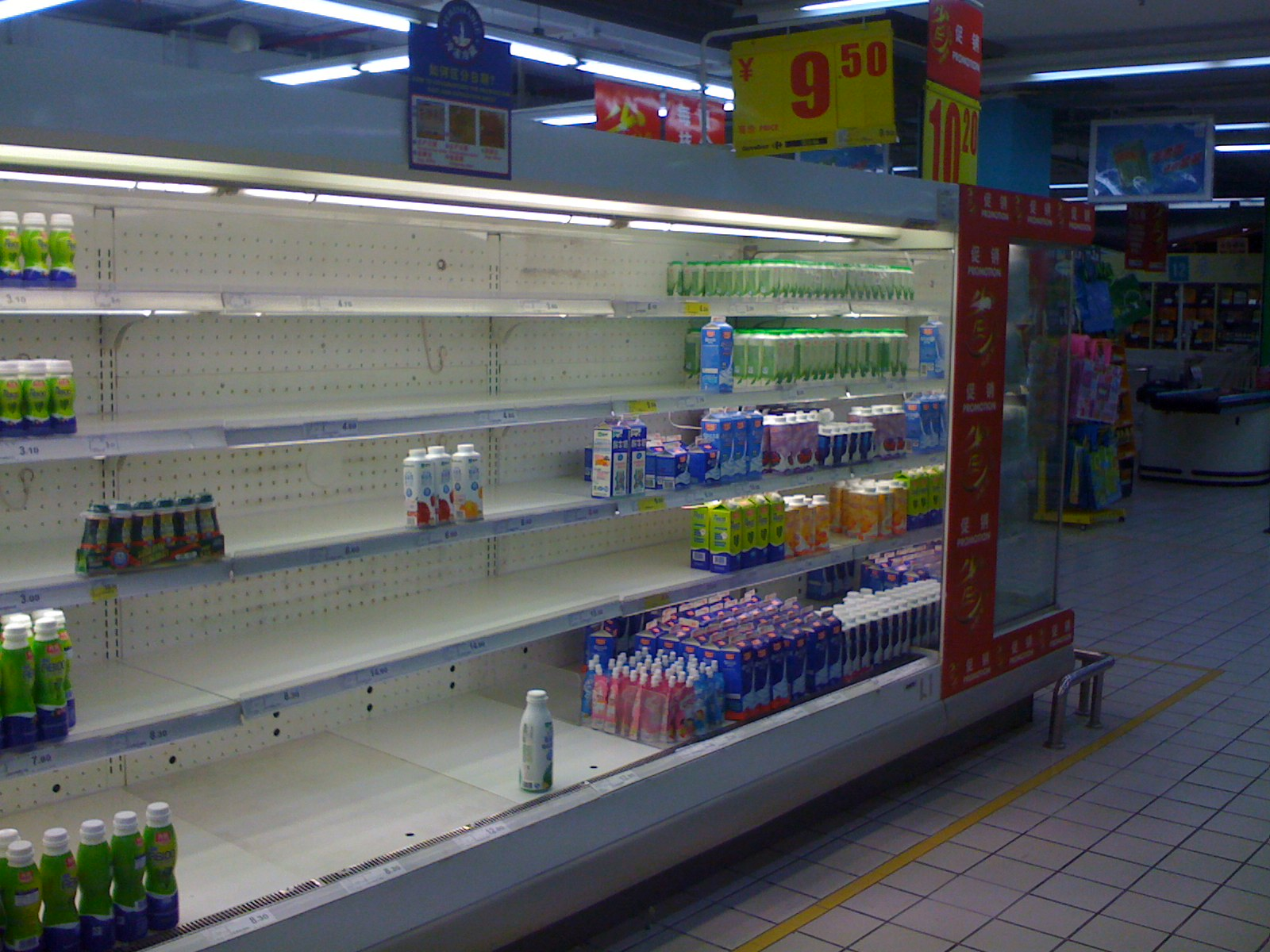
Estantería en la que se han retirado los productos lácteos en un supermercado chino, tras el descubrimiento de la leche adulterada.

La adulteración de leche para bebés fue un incidente acaecido en 2008 en China, en el que leche para bebés y otros productos lácteos fueron adulterados con melamina. 

## Descubrimiento
En septiembre de 2008, el grupo Sanlu llamó la atención internacional a causa de la preocupación sobre la fórmula de su leche maternizada. Se había descubierto que estaba contaminada con melamina, un producto tóxico usado para que el producto parezca más nutritivo.

## Motivación
La melamina (no confundir con melanina) se emplea para producir resinas que se usan, entre otras cosas, para producir aglomerado. En estos casos habría sido agregada a estos productos para que parezca tener un mayor contenido de proteínas, produciendo graves daños a quienes los ingieren.
Los procesos para analizar el contenido de proteína, Dumas y Kjeldahl, se basan en medir el contenido de nitrógeno de una sustancia. Las grasas e hidratos de carbono solo contienen carbono, oxígeno e hidrógeno, los aminoácidos además contienen nitrógeno y algunos también azufre.
Por este motivo el resultado se puede falsear con fuentes NNP y otras sustancias nitrogenadas, aunque no tengan valor nutritivo y sean tóxicas.

## Consecuencias sanitarias
Seis niños murieron y unos 294.000 fueron afectados con distinta gravedad. Después del foco inicial del grupo Sanlu, las investigaciones del gobierno revelaron que el problema existe en al menos productos de otras 22 empresas, incluyendo Mengniu, Yili y Yashili.
Finalmente las 22 empresas implicadas en la adulteración construyeron un fondo común para sufragar las posibles enfermedades e indemnizar a las familias afectadas.

### Efectos en la salud del consumo de melamina
Los efectos adversos de la melamina para la salud en humanos pueden ser predichos a partir de datos de los estudios con animales:
1. causa Cálculos Renales;
2. combinado con ácido cianúrico, que puede estar naturalmente presente en el polvo de melamina, forma cristales que dan lugar a cálculos renales, y en casos extremos bloquear los túbulos renales y causar una insuficiencia renal;
3. en determinadas circunstancias, la melamina también ha demostrado tener efectos cancerígenos en animales, pero las pruebas son insuficientes como para inferir un riesgo carcinogénico en seres humanos.[4]

## Consecuencias legales
Unos años después, el jueves 7 de abril de 2011, el proceso judicial comenzó a dictar sentencias del total de 21 acusados:
- El vendedor de la leche con Melamina y la persona que agregaba la Melamina fueron condenado a muerte (Máxima condena).
- El Grupo Sanlu pagó 902 millones de Yuanes en gastos médicos declarándose en quiebra y aun estando en quiebra tuvo que pagar una multa de 50 millones de Yuanes.
- Además, Tian Wenhua, que era la directora de Sanlu Group, el vicepresidente de Sanlu Group y el dueño de la fábrica en donde se hacía la Melamina fueron condenados a cadena perpetua.[5]

| Compañía Sanlu Group                                     | Compañía Sanlu Group                |
| Involucrados                                             | Condena                             |
| -------------------------------------------------------- | ----------------------------------- |
| Vendedor de La ''Proteina'' (Melamina)                   | Pena de muerte                      |
| Persona que agregaba y vendía la ''Proteina'' a la leche | Pena de muerte                      |
| Directora de la compañía                                 | Cadena perpetua                     |
| Vicepresidente de la Compañía                            | Cadena perpetua                     |
| Dueño de la fábrica en donde se producía Melamina        | Cadena perpetua                     |
| Subdirector de la compañía                               | 15 años de cárcel                   |
| Ejecutivos de la compañía                                | 8 años de cárcel y 5 años de cárcel |
| Conductor de la Leche                                    | 8 años de cárcel                    |
| Esposa de la persona que vendió la Melamina              | 5 años de cárcel                    |

## Nuevo caso en 2010
A mitad de 2010, el organismo de control de la provincia china de Gansu detectó más de 70 toneladas de leche y derivados con más de 500 veces más melamina que la permitida, que fueron confiscadas. Tanto el dueño de la fábrica como su director fueron detenidos.
Los materiales parecen provenir en parte de la empresa Dangyuan, en Qinghai. Según informó la policía, parte de los productos fueron comprados en Hebei, donde se produjo el escándalo de 2008. Por ese motivo, se especuló que podrían ser remanentes de dicho caso que no fueron debidamente destruidos.